# William Edmond

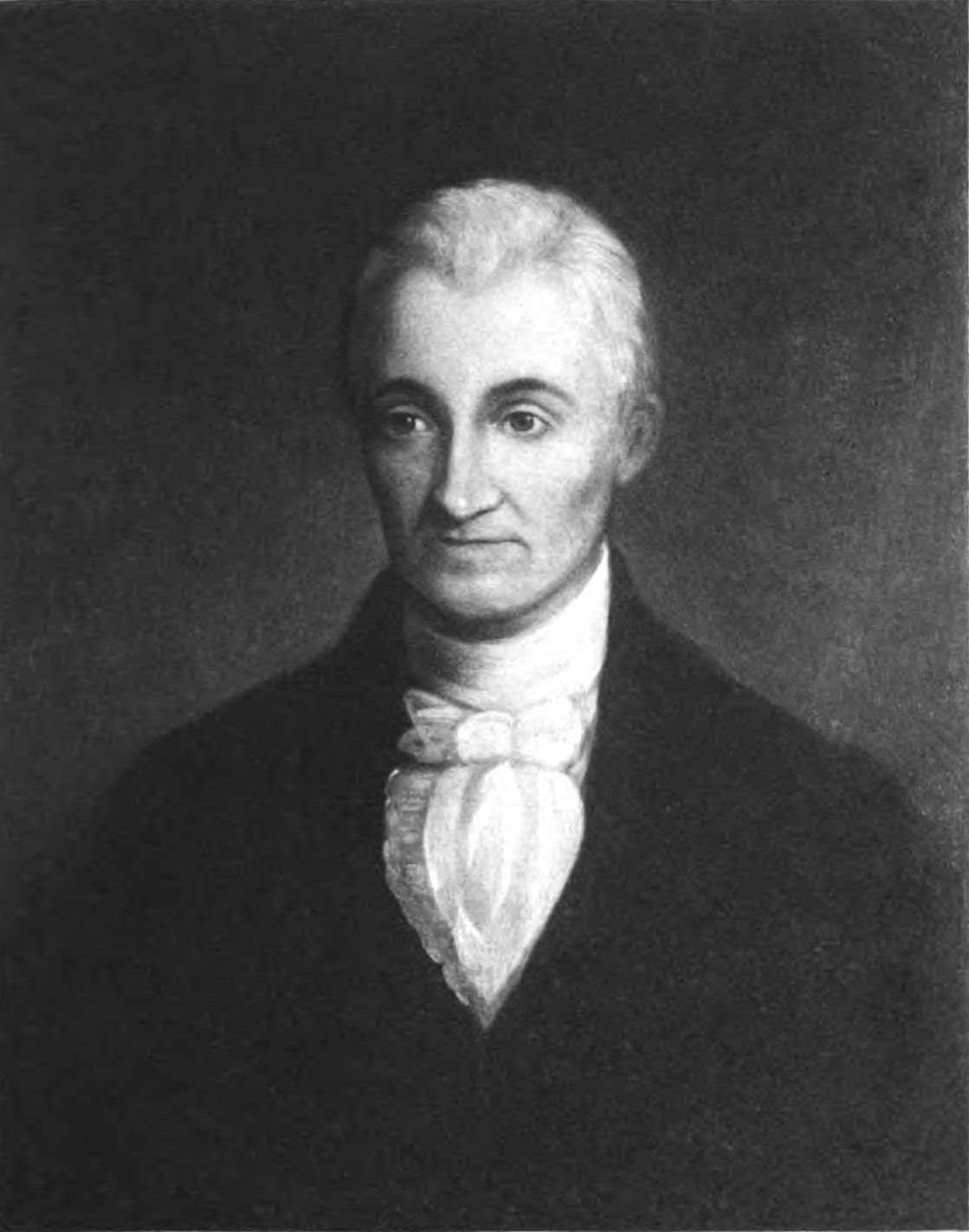
William Edmond

William Edmond (* 28. September 1755 in Woodbury, Colony of Connecticut; † 1. August 1838 in Newton, Connecticut) war ein US-amerikanischer Politiker. Zwischen 1797 und 1801 vertrat er den Bundesstaat Connecticut im US-Repräsentantenhaus.

## Werdegang
William Edmond besuchte die öffentlichen Schulen seiner Heimat und dann bis 1778 das Yale College. Während des Unabhängigkeitskrieges war er zeitweise Soldat in der Kontinentalarmee. Nach einem Jurastudium und seiner im Jahr 1780 erfolgten Zulassung als Rechtsanwalt begann er in Newton in seinem neuen Beruf zu arbeiten.
Politisch schloss er sich der von Alexander Hamilton gegründeten Föderalistischen Partei an. Zwischen 1791 und 1797 sowie in den Jahren 1801 und 1802 war er Abgeordneter im Repräsentantenhaus von Connecticut. Von 1797 bis 1799 saß er auch im Staatssenat. Nach dem Tod des Kongressabgeordneten James Davenport, der den ersten Sitz von Connecticut bis dahin innehatte, wurde Edmond im Jahr 1797 bei der notwendig gewordenen Nachwahl als dessen Nachfolger in das US-Repräsentantenhaus gewählt. Nach einer Wiederwahl bei den regulären Kongresswahlen des Jahres 1798 konnte er zwischen dem 13. November 1797 und dem 3. März 1801 im Kongress verbleiben. Im Jahr 1800 verzichtete Edmond auf eine erneute Kandidatur. Er war aber noch im Amt, als im November 1800 der Kongress erstmals in der neuen Bundeshauptstadt Washington, D.C. zusammentrat.
Nach dem Ende seiner Zeit im Kongress arbeitete William Edmond wieder als Anwalt in Newton. Zwischen 1805 und 1819 war er beisitzender Richter am obersten Gerichtshof seines Staates. Danach zog er sich aus öffentlichen Ämtern zurück. Er arbeitete aber weiterhin als privater Rechtsanwalt. Edmond starb am 1. August 1838 in Newton und wurde dort auch beigesetzt. Er war zunächst mit Elizabeth Chandler (1765–1795) und dann mit Elizabeth Payne (1765–1833) verheiratet und hatte mindestens sechs Kinder.